# Geta kyrka
Geta  kyrka ligger i Västergeta i Geta kommun på Åland och är tillägnad Sankt Göran. Kapellkyrkan tillhörde Finström-Geta församling, vilket vid årsskiftet 2021-2022 uppgick i Norra Ålands Församling, var även Sund-Vårdö församling ingår. 
Geta blev 1906 egen församling för att 1985 åter förenas med Finström.

## Historia
Från historiska källor vet man att år 1463 beviljades Geta kapell avlat tillsammans med Finströms kyrka och 1487 fick getakapellanen en donation.

## Kyrkobyggnaden
Geta kyrka är en enskeppig salkyrka byggd i röd granit. Delar av långhuset har daterats till tiden efter 1450. Kyrkan har byggts om på olika sätt ett antal gånger. På 1600-talet, efter reformationen, tillkom ett antal fönster och ny inredning. På 1800-talet fick innertaket höga tunnvalv och fönstren förstorades. Dessutom ersattes vapenhuset i trä med ett nytt i tegel.

## Inventarier
- Altartavlor som föreställer Färden till himlen, Nattvarden, Herdarnas tillbedjan, Gisslandet, Kristus i Getsemane och Korsfästelsen donerade till kyrkan 1685.[1]
- Två vapensköldar som representerar släkten Gyllenflög från Bolstaholm från 1672 respektive 1699.[1]

### Orgel
- 1931 byggde Rieger en orgel.[4]

| Huvudverk I C-g3   | Svällverk II C-g3 | Pedal C-f1    | Koppel   |
| Principal 8’       | Gedackt 8'        | Subbas 16'    | I/P      |
| Flöte 4'           | Salicional 8'     | Sanftbass 16' | II/P     |
| Raschpfeife 2 fach | Kleinprincipal 4' |               | II/I     |
|                    |                   |               | 4' II/I  |
|                    |                   |               | 16' II/I |
|                    |                   |               | Tutti    |